# Моравські (герб)
Моравські – шляхетський герб, різновид шляхетського Наленч.

## Опис герба
В червоному полі срібна повязка в коло кінцями до низу.
Клейнод: три пера страуса, з яких середнє прошите стрілою в перев'яз вістрям донизу, між двома рогами оленя.
Намет: червоний, підбитий сріблом.

## Найбільш ранні згадки
Герб вперше з'являється у Таблицях гербових відмін Теодора Чржанського.

## Роди
Голосжевські (Gołyszewski), Моравські (Morawski), Моранські (Morański).